# NGC 5101
NGC 5101 ist eine Linsenförmige Galaxie vom Hubble-Typ SB0/a im Sternbild Wasserschlange südlich der Ekliptik. Sie ist schätzungsweise 77 Millionen Lichtjahre von der Milchstraße entfernt und hat einen Durchmesser von etwa 135.000 Lichtjahren.
Im selben Himmelsareal befinden sich u. a. die Galaxien NGC 5078, IC 874, IC 879, IC 4243.
Die Typ-I-Supernova SN 1986B wurde hier beobachtet.
Das Objekt wurde am 28. März 1786 vom deutsch-britischen Astronomen Wilhelm Herschel mit einem 18,7-Zoll-Spiegelteleskop entdeckt, der sie dabei mit „pB, pL, iF, gbM“ beschrieb. Sein Sohn, der britische Astronom John Herschel, notierte bei zwei Beobachtungen mit einem 18-Zoll-Spiegelteleskop im Jahr 1847: „vB, pmE, gmbM“ sowie „B, R, pL, psmbM to a star“.